# Johannes Cornelius Gerardus Boot
Johannes Cornelius Gerardus Boot, nome latinizzato di Johan Cornelis Gerard Boot (Arnhem, 17 agosto 1811 – Amsterdam, 17 dicembre 1901), è stato un latinista e grecista olandese.

## Biografia
Boot si laureò all'Università di Leida nel 1836 sia in lettere che in diritto. Nel 1839 divenne rettore del liceo di Leeuwarden; durante il suo soggiorno a Leeuwarden tradusse in fiammingo la grammatica latina del Madvig. Dal 1851 al 1870 fu professore di Storia, Greco e Latino  dal all'Athenaeum Illustre di Amsterdam, dove ebbe fra gli allievi Jacobus Johannes Hartman; fu poi professore di Letteratura latina all'Università di Amsterdam dal 1877 al 1881. Si interessò ai poeti neolatini. Ottenne la laurea honoris causa all'Università di Bologna.

## Scritti (selezione)
- 1835: Commentatio Historica De Pericle eiusque in civitatem Atticam meritis (saggio premiato, scritto da Boot mentre era studente a Leida)
- 1836: Disputatio historico-litteraria inauguralis de bello sacro Phocensi (tesi di dottorato in lettere classiche).
- 1836: Disputatio juridica inauguralis ad locum juris Romani de captis et redemptis ab hostibus (tesi di dottorato in diritto)
- 1851: Oratio de perpetua philologiae dignitate (Lezione inaugurale all'Athenaeum Illustre di Amsterdam)
- 1857: Oratio prima in Catilinam.
- 1865: M. Tullii Ciceronis Epistolarum ad T. Pomponium Atticum libri XVI.
- 1872: Nicolaas Heinsius Italica.
- 1873: De Latijnsche brieven van Constantijn Huygens.